# Public Relations (hudební skupina)
PUBLIC RELATIONS je česká rocková skupina, která vznikla v roce 2004 . Její hudební styl se časem posunul od crossoveru k elektronickému rocku, kde je klasický rockový základ doplněn plnohodnotnou elektronickou složkou.

## Historie
V kapele se vystřídalo mnoho muzikantů, až se v roce 2008 sestava usadila v podobě Jiří Sosik - kytara, Tomáš Frieb - kytara, Tomáš Klos - baskytara, Lukáš Kroutil - bicí a Lukáš Kraut - zpěv.
V této sestavě kapela natočila v roce 2008 své debutové album s názvem "No Turns"   a začala vystupovat na klubových a festivalových pódiích, posílená perkusionistou a showmanem Tomášem Demlem. O rok později skupinu opouští bubeník Lukáš Kroutil a jeho místo zaujímá Marek Konečný, který se po 13 letech vrátil z USA, kde bubnoval v kapele Cold Summer Society. Skupina pokračuje v koncertování, později už bez Tomáše Demla, který se rozhodl s PUBLIC RELATIONS dále nevystupovat.
V té době probíhají intenzivní práce na novém materiálu, které vyvrcholily v roce 2011 vydáním alba s názvem "The Platinum Air" . Po křtu a sérii koncertů, na kterých jako host vystoupila zpěvačka Martina Pártlová, si kapela dává menší prázdniny a Lukáš Kraut začíná pracovat na sólovém materiálu. V červenci 2012 - k datu osmého výročí založení kapely - se rozhodl věnovat pouze své sólové kariéře a PUBLIC RELATIONS opouští. Spolu s ním odchází i kytarista Tomáš Frieb.
Na začátku roku 2013 našla kapela po dlouhém hledání náhradu na post frontmana PUBLIC RELATIONS. Tím pravým člověkem, který zapadl do představ a plánů skupiny, se stal zpěvák Jan Ražnok. S novým zpěvákem skupina vytváří zcela nový repertoár. Ten vydala na třetím řadovém albu "Reset"  , které vyšlo v digitální formě 31. 12. 2013, na fyzickém nosiči 3. 4. 2014.

## Album Sirael
V roce 2016 bylo vydáno koncepční album s názvem "Sirael". PUBLIC RELATIONS na něm představili příběh umělé ženy v postapokalyptické budoucnosti, kde svět ovládly stroje. Texty tohoto alba byly poprvé napsány převážně v češtině. K albu "Sirael" vznikly také dva tematické videoklipy ke skladbám "Hora" a "Naděje". V českém žebříčku rockových alb "Břitva 2016" se PUBLIC RELATIONS s albem "Sirael" umístili na 67. místě .

## Současnost
V roce 2019 PUBLIC RELATIONS začali pracovat na novém albu. V průběhu jeho nahrávání oznámil zpěvák Jan Ražnok svůj záměr skupinu opustit. Kapela se dohodla na tom, že plánované album dokončí a zároveň začala hledat nového zpěváka. Tím se stal Přemysl Weber, který s PUBLIC RELATIONS poprvé veřejně vystoupil 28. 12. 2019  . 2. 2. 2020 vychází páté album PUBLIC RELATIONS s názvem "Překonej svůj strach" , na kterém se naposledy jako autor a zpěvák představuje Jan "Comar" Ražnok. Po půl roce Přemysl Weber skupinu opouští a na jeho místo přichází David Tobi Tobiasz , který dříve zpíval v kapelách Robson a Jeseter.
V roce 2021 PUBLIC RELATIONS nahráli v této sestavě album Naděje. To vyšlo 1. 5. 2022 a obsahuje 12 skladeb, vybraných z předchozích tří alb. Poprvé v historii skupiny jsou všechny texty na albu v českém jazyce. 

## Aktuální sestava
- David Tobi Tobiasz - zpěv
- Jiří Sosik - kytara
- Tomáš Klos - baskytara
- Marek Konečný - bicí

## Diskografie
- No Turns, 2008
- The Platinum Air, 2011
- Close To Sun (EP), 2013
- Reset (digitální edice), 2013
- Reset (CD), 2014
- Sirael, 2016 [12] [13] [14] [15]
- Překonej svůj strach (CD, digitální edice), 2020 [16] [17]
- Naděje (digitální edice), 2022